# Дорогобуж (Ровненская область)
Дорогобуж (укр. Дорогобуж)— село в Бабинской сельской общине Ровненского района Ровненской области Украины.. Одноимённый город в средневековой Руси.

## География
Село расположено в 211 м над уровнем моря. Рядом проходит трасса М-06.

## История

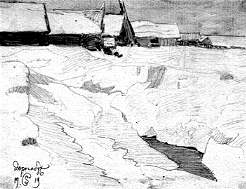
А. Г. Канцеров. Село Дорогобуж. 1919 год

В XI—XIII веках на месте села располагался древнерусский город, центр удельного Дорогобужского княжества, входившего в состав Волынского. Домонгольский Дорогобужский детинец расположен в северной части села.
До 2020 года входило в Гощанский район.